# Electryone macaonica
Electryone macaonica är en insektsart som beskrevs av George Willis Kirkaldy 1913. Electryone macaonica ingår i släktet Electryone och familjen Dictyopharidae. Inga underarter finns listade i Catalogue of Life.